# Oleg Romantsev
Oleg Ivanovich Romantsev - em russo, Олег Иванович Романцев (Riazã, 4 de janeiro de 1954) é um ex-futebolista e atualmente técnico de futebol russo.

## Carreira
Começou a carreira em 1971, jogando em times da parte oriental, asiática, da Rússia. Jogava pelo Avtomobolist Krasnoyarsk quando, após amistoso de 1976 contra o Spartak Moscou, foi convidado pelo clube a jogar lá. Romantsev não gostou muito da atmosfera do Spartak e logo voltou ao Avtomobilist, que jogava na segunda divisão soviética - para onde, naquele ano o Spartak seria rebaixado. Konstantin Beskov, técnico que levaria o Spartak de volta à elite em 1977, convocou Romantsev para a Seleção Soviética e lá convenceu-o a voltar ao Spartak. Tornaria-se capitão da equipe e conquistaria o campeonato soviético de 1979. Pela seleção, participaria da conquista do bronze nas Olimpíadas de 1980 e da Copa do Mundo de 1982, um ano antes de encerrar a carreira como jogador.
Conquistou outro campeonato sovíetico pelo Spartak em 1989, já como treinador. Após o fim da União Soviética, conquistaria oito campeonatos russos com a equipe, inclusive superando Beskov em número de partidas treinadas pelo clube (401 sobre 396). Comandou também a Seleção Russa na Eurocopa de 1996 e na Copa do Mundo de 2002, paralelamente a seu comando no Spartak, que deixou em 2003. O último clube que treinou foi o Dínamo Moscou, de onde saiu em 2005.